# 卡倫達 (加利福尼亞州)
卡倫德（英語：Callender）是位於美國加利福尼亞州聖路易斯-奧比斯保縣的一個人口普查指定地區。

## 地理
卡倫德的座標為35°03′11″N 120°35′47″W / 35.05306°N 120.59639°W，而該地最高點為海拔高度31米（即102英尺）。

## 人口
根據2010年美國人口普查的數據，卡倫德的面積為5.920平方千米，均為陸地。當地共有人口1262人，而人口密度為每平方千米213人。